# Vincenzo Monaco
Vincenzo Monaco (Roma, 20 luglio 1911 – Roma, 3 marzo 1969) è stato un architetto italiano.

## Gli studi
Prima ancora di conseguire la laurea in Architettura presso la Sapienza - Università di Roma, collaborò con F. Petrucci e C. Longo per la costruzione di quattro nuovi palazzi postali a Roma nel 1933, e per quella del Nuovo Ospedale clinico di Modena nel 1934.

## La professione
Nel 1936 è in gruppo con i romani G. Calza Bini, S. Muratori, F. Petrucci, Ludovico Quaroni e E. Tedeschi, partecipando alla VI Triennale di Milano.
Nel 1937 si associa con Amedeo Luccichenti con il quale collabora per 25 anni.
Delle numerose partecipazioni ai concorsi del regime fascista, si ricordano gli Edifici politico-doganali-turistici 1937, Sede della Confederazione fascista dei commercianti, 1939, il Ponte mobile alla Magliana, 1940. Partecipa alla competizione per l'E42 EUR del Palazzo dei Ricevimenti e dei Congressi 1937-38 e altri numerosi progetti tra cui anche l'allestimento per la Mostra Augustea della Romanità del 1937.
La collaborazione di Vincenzo Monaco e Amedeo Luccichenti mette la firma su innumerevoli palazzine, ville e case romane tra il 1945 e il 1955 di chiara matrice razionalista e sperimentale, oltre a progetti quali la sede di rappresentanza della Società di navigazione Italia a Roma, il padiglione della Finsider a Chicago, l'agenzia KLM in via Barberini, il negozio Lancia, il palazzo SIAE in via E.Gianturco, Roma; le ristrutturazioni di Caffe' Rosati in via Veneto nel 1946 e il night club Le Pleiadi in via Sistina nel 1947, entrambi luoghi di culto della Dolce Vita, frequentati dai maggiori artisti e intellettuali dell'epoca. Nel periodo di presidenza di Giovanni Gronchi sistema la sala della Lupa di Palazzo Montecitorio, 1955. Successivamente altri incarichi per residenze della presidenza della Repubblica: l'ampliamento di Castelporziano, la Villa del Gombo a San Rossore, la villa Maria Pia nella tenuta di villa Rosebery a Napoli.

Roma: veduta aerea dello Stadio Flaminio e del Villaggio Olimpico (anni sessanta)

Alla fine degli anni 50, lo studio Monaco-Luccichenti diventa riferimento per il Ministero dei lavori pubblici, e gestisce i lavori di importanza architettonica e ingegneristica internazionale per la XVII Olimpiade a Roma, tra cui il Villaggio Olimpico (zona di Roma) e il Viadotto (1957-60), in collaborazione con Adalberto Libera, Luigi Moretti (architetto), Vittorio Cafiero, Pier Luigi Nervi.
Negli stessi anni realizza l'Aeroporto di Roma-Fiumicino, Roma (1957-60).
Altri lavori da ricordare sono: A Roma nel 1948, Palazzina di via S.Valentino, 3; Palazzine tra via S.Crescenziano 40 e via Salaria (Villa Ada); 1949, Palazzina in viale Parioli, 92-96; Palazzine in via del Circo Massimo 1-9; Ville a Fregene e Santa Marinella; 1951, Edificio per Uffici Via Po angolo Corso d'Italia; 1957, Palazzina via Archimede 156; Palazzina in via stoppani, 10; 1953, Edificio viale di Villa Grazioli, 26; Palazzina via Ximenes, 3; 1962, Edifici intensivi in via Prenestina, 4; 1964, Palazzo per uffici SIAE, viale dell'Arte, EUR; 1965, Palazzo viale della Tecnica; 1968-69, Palazzo per uffici, via Silvio d'Amico, (con il fratello Pietro Monaco 1910-1997); Palazzo della Confindustria con al suo interno l'Auditorium della Tecnica, nel quartiere dell'EUR; 1969-71 Hotel Jolly, corso d'Italia. Uffici SLE/ICOR Roma-Eur. A Tunisi, realizza Il Complesso per congressi e ricevimenti La Salle des Fêtes.
Nel 1960, realizzazione dell'arredamento della I classe delle turbonavi Leonardo da Vinci e Michelangelo con allestimento e supervisione insieme a Nino Zoncada e Giulio Carlo Argan, delle opere di numerosi artisti contemporanei: Giuseppe Capogrossi, Cagli, Antonio Corpora, Giulio Turcato, Giuseppe Santomaso, Roberto Aloi, Tranquillo Marangoni, Salvatore Fiume, Gino Severini, Emanuele Luzzati, Lojze Spacal.
Per l'impegno e l'importanza di rilievo assunta nel movimento architettonico moderno in Italia, negli anni della diffusione del genio italiano nel mondo, durante gli anni della ricostruzione nel Secondo dopoguerra italiano gli viene conferita il 25 nov. 1968, l'onorificenza di cavaliere di Gran Croce dell'Ordine al merito della Repubblica Italiana.
Nel 2015 viene ricordato insieme a Capogrossi come "Studio Monaco Luccichenti" al MAXXI, Museo Nazionale delle Arti del XXI secolo di Roma, nella mostra libera e permanente.
Conobbe e collaborò con Giuseppe Pagano (architetto), l'architetto Julio Lafuente, il pittore Gino Severini, lo scultore Pericle Fazzini, il pittore Angelo Savelli, il pittore Giuseppe Capogrossi, il poeta ingegnere Leonardo Sinisgalli, i poeti Libero de Libero e Giuseppe Ungaretti, lo scrittore Alberto Moravia, il critico Giulio Carlo Argan, lo scultore Pietro Consagra e i pittori Antonio Corpora, Giulio Turcato, Alberto Burri e altri.

## Opere principali
Ospedale di Modena, 1934 con F.Petrucci e C.Longo.
In collaborazione costante con Amedeo Luccichenti: Allestimento della Mostra Augustea della romanità (1938), edifici e la piazza delle Forze Armate all'EUR 1938, villa Petacci alla Camilluccia, palazzina in via S. Valentino 1948-50, palazzine al Circo Massimo 1953, Villaggio Olimpico (zona di Roma) 1958-60, la stazione dell'Aeroporto di Roma-Fiumicino 1960. Il Palazzo della Confindustria in viale dell'Astronomia EUR, Chiesa di Roccaraso 1966, l'Hotel Jolly di Roma 1968-71.